# Nassauia
Nassauia är ett släkte av steklar. Nassauia ingår i familjen sköldlussteklar.
Kladogram enligt Catalogue of Life:
| Nassauia | \| \| Nassauia atoma \| \| \| \| \| \| Nassauia secunda \| \| \| \| |
|          | \| \| Nassauia atoma \| \| \| \| \| \| Nassauia secunda \| \| \| \| |
|          | Nassauia atoma                                                      |
|          |                                                                     |
|          | Nassauia secunda                                                    |
|          |                                                                     |